# Germaria nudinerva
Germaria nudinerva là một loài ruồi trong họ Tachinidae.